# Johann Amman
Johann Amman (Schaffhouse, 1707 – São Petersburgo, 1741) foi um naturalista alemão.
Estudou em Leiden com Herman Boerhaave (1668-1738), e graças a recomendação dele partiu para Londres onde foi assistente de  Sir Hans Sloane (1660-1753). Em 1733, partiu para São Petersburgo  onde assumiu uma cátedra de professor de botânica. 
Amman foi membro da  Royal Society.

## Fonte
- Amédée Dechambre (1869). Dictionnaire encyclopédique des sciences médicales. G. Masson (Paris).